# Chocolate Dubái

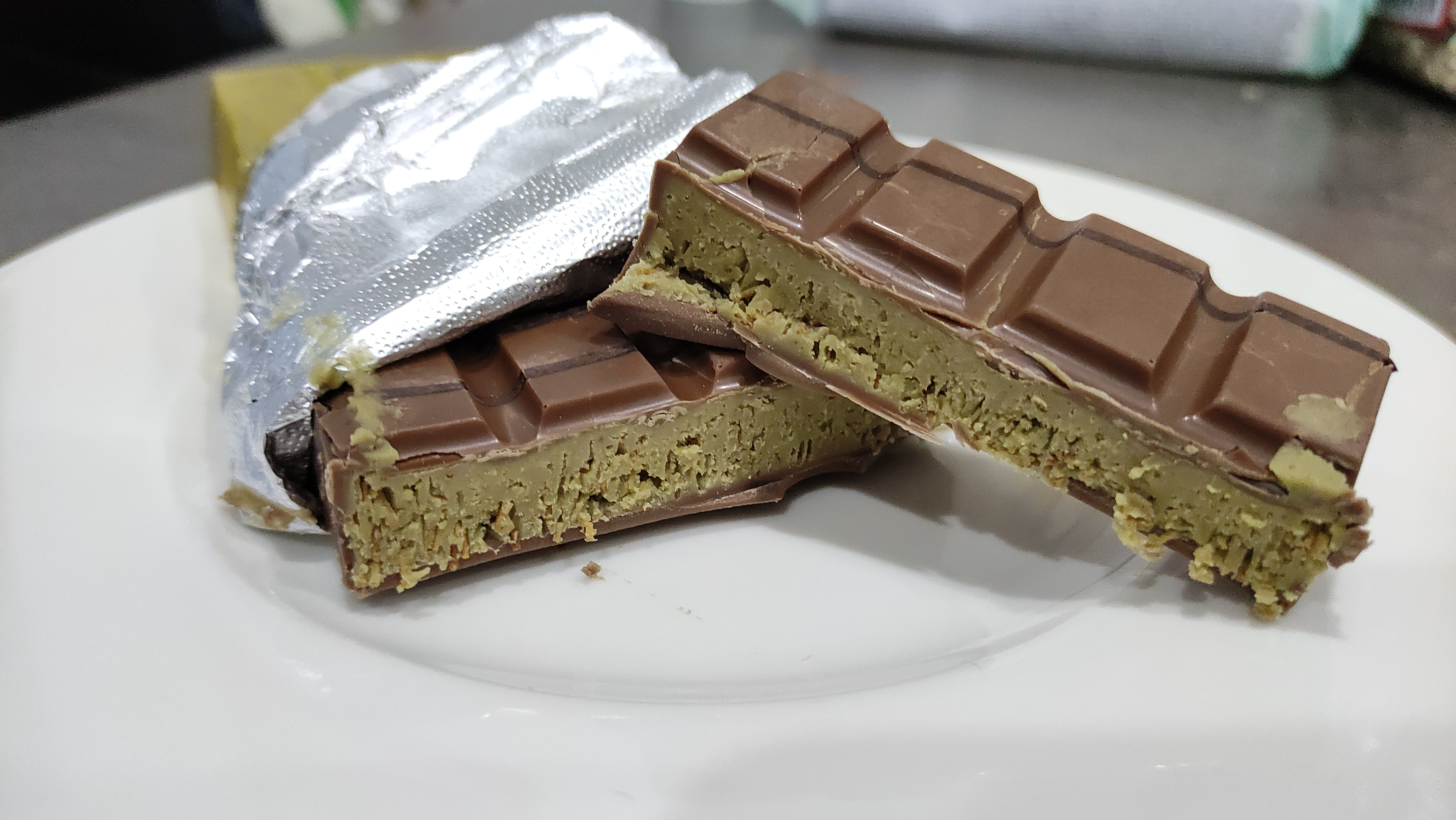
Barras de chocolate Dubái.

El chocolate Dubái es un estilo de barra de chocolate rellena de kadaif (masa filo picada) y crema de pistacho y tahini. Fue creada en 2021 por Fix Dessert Chocolatier, una chocolatería emiratí en Dubái. El chocolate de Dubái se popularizó en 2024 gracias a influencers en redes sociales, especialmente en TikTok, y desde entonces ha sido imitado por vendedores de todo el mundo.

## Descripción
El chocolate Dubái es una barra de chocolate con leche rellena de una dulce crema de pistacho y tahini con kadaif (masa filo picada). La consistencia del relleno varía desde finamente molida hasta una pasta. La textura cremosa del pistacho y el tahini contrasta con el kadaif crujiente.

## Creación
El chocolate de Dubái fue inventado en 2021 por Sarah Hamouda, una ingeniera británico-egipcia residente en Dubái. En ese momento, Hamouda estaba embarazada y gracias a sus antojos de comida, imaginó una combinación de chocolate, pistacho, tahini y kanafe, un postre de Oriente Medio hecho de kadaif, sirope y un queso blando. En su casa, Hamouda trabajó en la creación del postre antes de contactar a Nouel Catis Omamalin, un consultor culinario filipino que se había formado como pastelero. En su relato de la creación del chocolate de Dubái, Omamalin dijo que la pareja quería crear una barra de chocolate con el sabor de un postre. Como su postre árabe favorito era el kanafe, y porque pensó que tendría un crujido atractivo y un valor nostálgico, Omamalin sugirió una barra de chocolate con esos sabores. Juntos desarrollaron el chocolate, formando una sociedad y la tienda en línea Fix Dessert Chocolatier.
La primera versión contenía pistacho, tahini y kadaif, y estaba cubierto con motivos amarillos y verdes. Las barras eran elaboradas a mano por un equipo que trabajaba de seis a ocho horas y producía 25 barras al día. Omamalin, quien para el lanzamiento había dejado de colaborar con Hamouda, siguió trabajando con ella afirmando que lo hacía «como amigo». Durante el año siguiente continuaron modificando la receta, hasta principios de 2023, cuando Hamouda afirmó que «por fin... dimos en el clavo». Cada barra se vendía a 16 libras esterlinas (19.72 dólares estadounidenses), inicialmente a un ritmo de una por semana.

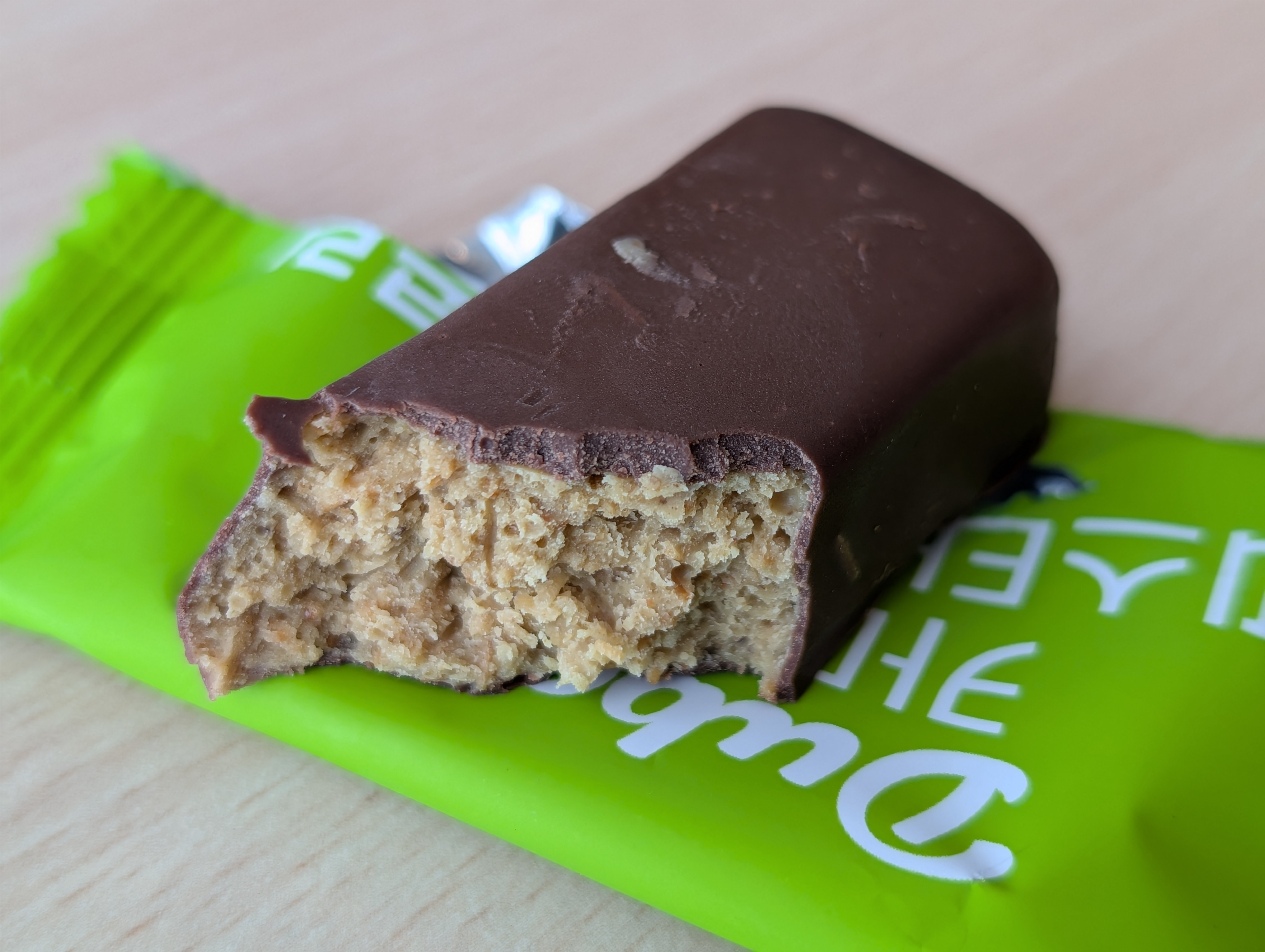
Una barra de chocolate Dubái que se vende en Corea del Sur.

Al contar con un presupuesto de marketing reducido, Fix recurrió a influencers en las redes sociales para promocionar el chocolate, quienes lo degustaron y lo reseñaron en cámara. Los colores vibrantes del interior se citan como parte del éxito del producto, ya que el atractivo visual es importante en plataformas de redes sociales como TikTok e Instagram. Ganó popularidad por primera vez en 2024. La mayor demanda surgió debido a la percepción de los consumidores sobre el misterio del producto.
El chocolate de Dubái ganó popularidad en el momento en que los fabricantes se enfrentaban a una gran suba de costos de producción de productos de cacao y pistacho. Gracias a la composición del producto, la fabricación del chocolate de Dubái les permitió mantener bajos los costos. Sumado a esto, Dubái se consideraba un lugar de moda entre los jóvenes, especialmente entre los influencers de las redes sociales.

## Expansión

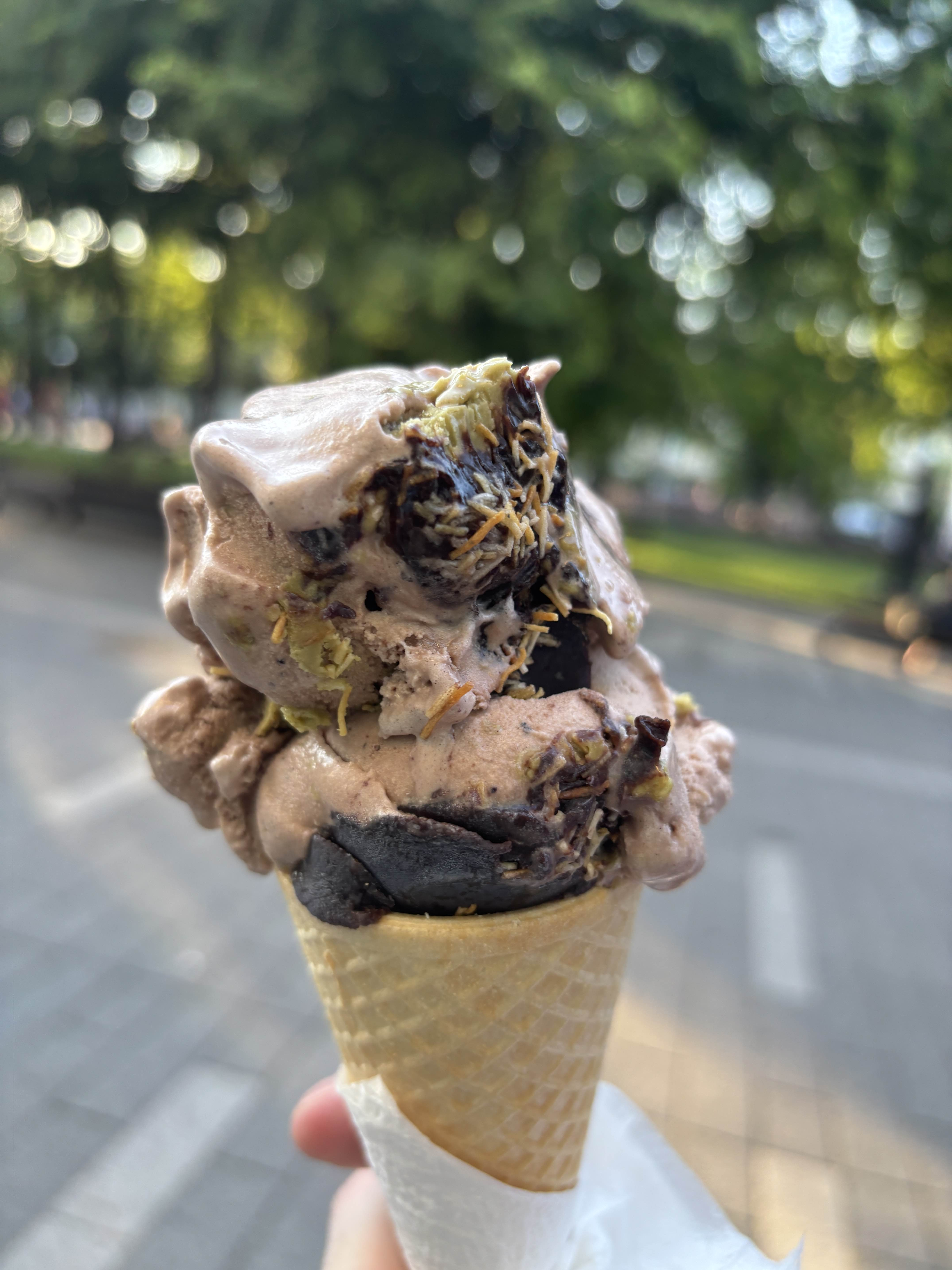
Un helado de chocolate Dubái.

A medida que el producto ganó popularidad, grandes fabricantes como Lindt comenzaron a producirlo y comercializarlo como Chocolate Dubái. En Alemania, un importador de un clon de Fix Dubai Chocolate emitió una solicitud de cese y desista a Lindt, Aldi y Lidl porque el producto no se elaboraba en Dubái. Si bien las indicaciones geográficas están, en principio, protegidas por el Arreglo de Lisboa, los Emiratos Árabes Unidos no han firmado el acuerdo. Según la mayoría de los juristas, el término "chocolate Dubái" ya es una marca genérica en el mercado de la Unión Europea y no contiene ninguna indicación geográfica.
En el Reino Unido, la popularidad de la variedad Lindt de este chocolate fue tal que la cadena de supermercados Waitrose impuso un límite de compra de dos tabletas por cliente.

## Estudios y alérgenos
Un estudio del Ministerio de Protección al Consumidor de Baden-Wurtemberg analizó ocho muestras importadas de «chocolate Dubái», cinco de los Emiratos Árabes Unidos y tres de Turquía. Se determinó que las ocho muestras eran defectuosas. Cinco de los productos muestreados contenían grasas distintas a la manteca de cacao, la cual no está permitido en productos etiquetados como «chocolate» en Alemania. El estudio también determinó que cinco muestras, todas del mismo productor en los Emiratos Árabes Unidos, eran «no aptas para el consumo» debido a contaminación en el proceso de fabricación (contenían niveles excesivos de una sustancia considerada probablemente carcinógena, derivada del uso de aceite de palma de baja calidad). Las tres muestras procedentes de Turquía contenían trazas de sésamo no declarado, generalmente en forma de tahini, que puede ser peligroso para las personas alérgicas al sésamo. Un análisis también reveló altos niveles de toxinas de moho (aflatoxinas) en el componente de pistacho de una muestra.